# Åkersberga karateklubb
Åkersberga karateklubb (ÅKK) är en karateklubb i Åkersberga, Stockholms län, som tränar och utövar Shotokan Karate. Klubben grundades i början av 80-talet av bland andra Sensei Görgen Sökare.